# World Games 2017/Teilnehmer (Japan)
| Gelbes Symbol für Goldmedaillen mit stilisierten Olympischen Ringen | Graues Symbol für Silbermedaillen mit stilisierten Olympischen Ringen | Braundes Symbol für Bronzemedaillen mit stilisierten Olympischen Ringen |
| ------------------------------------------------------------------- | --------------------------------------------------------------------- | ----------------------------------------------------------------------- |
| 9                                                                   | 6                                                                     | 7                                                                       |

Japan nahm an den World Games 2017 in Breslau teil. Die japanische Delegation bestand aus 90 Athleten.

## Medaillen

### Gold
| Name                                                   | Sportart      | Wettkampf                 |
| ------------------------------------------------------ | ------------- | ------------------------- |
| Riri Kitazume Takumi Kanai Mizuki Saito                | Aerobicturnen | Trio                      |
| Ayumi Uekusa                                           | Karate        | Kumite +68 kg             |
| Kiyou Shimizu                                          | Karate        | Kata                      |
| Hideyoshi Kagawa                                       | Karate        | Kumite +84 kg             |
| Ryo Kiyuna                                             | Karate        | Kata                      |
| Naoya Hirano Keisuke Hatano Shun Nishiyama Suguru Ando | Rettungssport | 4 × 50 m Hindernisstaffel |
| Keiichiro Korenaga                                     | Sportklettern | Schwierigkeitsklettern    |
| Yoshiyuki Ogata                                        | Sportklettern | Bouldern                  |
| Shota Tezuka                                           | Wasserski     | Wakeboard                 |

#### Silber
| Name             | Sportart       | Wettkampf              |
| ---------------- | -------------- | ---------------------- |
| Miho Miyahara    | Karate         | Kumite 50 kg           |
| Ryutaro Araga    | Karate         | Kumite 84 kg           |
| Yukako Fukushima | Kraftdreikampf | Leichtgewicht          |
| Yuki Hada        | Sportklettern  | Schwierigkeitsklettern |
| Miho Nonaka      | Sportklettern  | Bouldern               |
| Ota Asano        | Sumō           | Mittelgewicht          |

#### Bronze
| Name                            | Sportart        | Wettkampf             |
| ------------------------------- | --------------- | --------------------- |
| Naoyuki Ōi                      | Billard         | 9-Ball                |
| Wataru Oonuki                   | Bogenschießen   | Recurvebogen          |
| Joao Carlos Hiroshi Kuraoka     | Jiu Jitsu       | 62 kg Ne-Waza         |
| Kayo Someya                     | Karate          | Kumite 68 kg          |
| Soichiro Kurokawa               | Sumō            | Schwergewicht         |
| Hayato Miwa                     | Sumō            | Offene Gewichtsklasse |
| Takato Nakazono Yamato Ishikawa | Trampolinturnen | Synchronspringen      |

## Teilnehmer nach Sportarten

### Aerobic
| Athleten                                | Wettbewerb | Qualifikation | Qualifikation | Finale | Finale | Rang |
| Athleten                                | Wettbewerb | Punkte        | Rang          | Punkte | Rang   | Rang |
| --------------------------------------- | ---------- | ------------- | ------------- | ------ | ------ | ---- |
| Mixed                                   |            |               |               |        |        |      |
| Riri Kitazume Takumi Kanai Mizuki Saito | Trio       | 22.361        | 1             | 22.636 | 1      | Gold |
| Riri Kitazume Takumi Kanai              | Paar       | 21.450        | 4             | 21.050 | 4      | 4    |

### Billard
| Athleten         | Wettbewerb | Achtelfinale      | Achtelfinale | Viertelfinale | Viertelfinale | Halbfinale    | Halbfinale    | Finale / Platz 3   | Finale / Platz 3 | Rang   |
| Athleten         | Wettbewerb | Gegner            | Ergebnis     | Gegner        | Ergebnis      | Gegner        | Ergebnis      | Gegner             | Ergebnis         | Rang   |
| ---------------- | ---------- | ----------------- | ------------ | ------------- | ------------- | ------------- | ------------- | ------------------ | ---------------- | ------ |
| Frauen           |            |                   |              |               |               |               |               |                    |                  |        |
| Chihiro Kawahara | 9-Ball     | Nicola Rossouw    | 9:7          | Kim Ga-young  | 9:2           | ausgeschieden | ausgeschieden | ausgeschieden      | ausgeschieden    | 5      |
| Männer           |            |                   |              |               |               |               |               |                    |                  |        |
| Ryūji Umeda      | Dreiband   | Dick Jaspers      | 32:40        | ausgeschieden | ausgeschieden | ausgeschieden | ausgeschieden | ausgeschieden      | ausgeschieden    | 9      |
| Naoyuki Ōi       | 9-Ball     | Jennifer Barretta | 11:9         | Albin Ouschan | 11:9          | Carlo Biado   | 7:11          | Platz 3: Ko Pin-yi | 11:9             | Bronze |

### Feldbogenschießen
| Athleten        | Wettbewerb   | Qualifikation | Qualifikation | Ausscheidungsrunde     | Ausscheidungsrunde | Ausscheidungsrunde | Ausscheidungsrunde | Halbfinale    | Halbfinale    | Finale/Platz 3 | Finale/Platz 3 | Rang   |
| Athleten        | Wettbewerb   | Ringe         | Rang          | Gegner                 | Ergebnis           | Gegner             | Ergebnis           | Gegner        | Ergebnis      | Gegner         | Ergebnis       | Rang   |
| --------------- | ------------ | ------------- | ------------- | ---------------------- | ------------------ | ------------------ | ------------------ | ------------- | ------------- | -------------- | -------------- | ------ |
| Frauen          |              |               |               |                        |                    |                    |                    |               |               |                |                |        |
| Miyuki Maruyama | Blankbogen   | 292           | 9             | Martyna Wisniewska     | 59:52              | Jenifer Stoner     | 59:74              | ausgeschieden | ausgeschieden | ausgeschieden  | ausgeschieden  | 9      |
| Männer          |              |               |               |                        |                    |                    |                    |               |               |                |                |        |
| Wataru Oonuki   | Recurvebogen | 356           | 4             | Jean-Charles Valladont | 91:86              | –                  | –                  | Brady Ellison | 55:65         | Matija Mihalic | 63:60          | Bronze |